# Giuseppe Romele (fondista)
Giuseppe Romele, detto Beppe (Pisogne, 12 febbraio 1992), è un atleta paralimpico italiano, vincitore di una medaglia paralimpica e di tre medaglie (due ori), mondiale nello sci di fondo.

## Carriera
Nato a Pisogne e disabile sin dalla nascita poiché nato con ipoplasia femorale bilaterale, nel 2016 ha tentato di far parte della delegazione italiana partecipante ai giochi paralimpici estivi di Rio. Dopo il rifiuto da parte della federazione italiana, ha deciso di dedicarsi alla maratona in sedia a rotelle, partecipando alla maratona di Berlino nel biennio 2018-2019 e ai campionati italiani assoluti di atletica leggera FISPES del 2019 a Jesolo nella categoria T54, vincendo due medaglie d'oro.
Nel gennaio 2018 inizia a praticare un nuovo sport, lo sci di fondo paralimpico, nel 2022 rappresentando l'Italia ai campionati mondiali di sci nordico paralimpico di Lillehammer in cui vince una medaglia d'argento nei 10 km seduta.
Sempre nel 2022 ha rappresentato l'Italia alle paraolimpiadi invernali di Pechino, conquistando un bronzo nello sci di fondo.

## Palmarès

### Giochi paralimpici invernali
- 1 medaglia
  - 1 bronzo (Pechino 2022)

### Mondiali di sci alpino paralimpico
- 3 medaglie
  - 2 ori (Espot 2023)
  - 1 argento (Lillehammer 2022)